# Jennifer Lame
Pour les articles homonymes, voir Lame.
Jennifer Lame est une monteuse britannique. Elle travaille notamment sur Manchester by the Sea, Hereditary, Tenet, Black Panther: Wakanda Forever, et les films de Noah Baumbach.

## Filmographie

### Longs métrages
- 2012 : Price Check de Michael Walker
- 2012 : Frances Ha de Noah Baumbach
- 2012 : First Winter de Benjamin Dickinson
- 2014 : While We're Young de Noah Baumbach
- 2015 : Mistress America de Noah Baumbach
- 2015 : La Face cachée de Margo (Paper Towns) de Jake Schreier
- 2016 : Manchester by the Sea de Kenneth Lonergan
- 2017 : The Meyerowitz Stories de Noah Baumbach
- 2018 : Tyrel de Sebastián Silva
- 2018 : Hérédité (Hereditary) de Ari Aster
- 2019 : Marriage Story de Noah Baumbach
- 2020 : Tenet de Christopher Nolan
- 2022 : Don't Worry Darling d'Olivia Wilde
- 2022 : Blonde d'Andrew Dominik
- 2023 : Oppenheimer de Christopher Nolan

### Courts métrages
- 2009 : Alice Jacobs Is Dead
- 2010 : Not Fade Away
- 2013 : Palimpsest

## Distinctions
- Oscars 2024 : Meilleur montage pour Oppenheimer